# 크리스천 매거진
《크리스천 매거진》은 대한민국의 방송국 기독교방송의 라디오 채널 CBS 표준FM에서 일요일 오전 7시 40분 ~ 오전 8시 30분에 방송됐던 라디오 프로그램이다. 기독교계 주요 이슈와 화제, 여러 가지 책을 소개한다.
CBS 사목 김영범 목사가 진행한다.
2015년 CBS 라디오 가을 개편에 의해서 폐지되었다.

## 코너
- 크리스천 문화산책(출판평론가 박명철)
- 교계 이슈와 화제(기독교연합신문 이인창 기자)
- 초대석(아름다운교회 행복한 공동체)

## 같이 보기
- CBS 표준FM

| CBS 표준FM                    |                               |                          |
| 이전                          | 크리스천 매거진               | 다음                     |
| 영락의 강단                   | 크리스천 매거진               | 말씀의 향기              |
| 오전 7시 15분 ~ 오전 7시 40분 | 오전 7시 40분 ~ 오전 8시 30분 | 오전 8시 35분 ~ 오전 9시 |
|                               |                               | 30분 CBS 노컷뉴스        |